# LOOP THE LOOP (バンド)
LOOP THE LOOP（ループ ザ ループ）は、日本のロックバンド。

## メンバー
- 宮本賢士（ボーカル・ギター）

解散後は、太田成義（元DOG HAIR DRESSERS）らとTemple Tailのメンバーとして活動。
- 高橋聡（ギター）
- 野崎森男（ベース）

JERRY LEE PHANTOMに一時在籍。ポルノグラフィティなどのサポートベーシストとしても活動。
野崎真助は実兄。
- 須川基（ドラムス）

解散後はJackson vibeのメンバーとしても活動（2006年脱退）。

### 旧メンバー
- 亀井秀（ベース）

## 概要
愛媛県の高校で前身バンドを結成。大学に進学後は大阪を拠点に活動する。
1997年、バンド名を「OZ」から「LOOP THE LOOP」に改名。上京後に野崎が加入。1998年に2枚のマキシシングルをリリース。
1999年1月、Sony Recordsからシングル「fed up!」でデビュー。同レーベルからシングル4枚、アルバム2枚をリリース。
2000年9月11日、新宿LOFTでのライブをもって解散。

## ディスコグラフィ

### 参加作品
| 発売日 | タイトル                           | 規格品番   | 曲順 | 楽曲       |
| ------ | ---------------------------------- | ---------- | ---- | ---------- |
| 1997年 | Speed Water Syndicate/CATALOG      | SBL-97883  | M.2  | 丘の上の鏡 |
| 1997年 | Speed Water Syndicate/CATALOG NO.2 | SBL-978834 | M.6  | 道の進み方 |

## タイアップ一覧
| 使用年 | 曲名           | タイアップ                                                    |
| ------ | -------------- | ------------------------------------------------------------- |
| 1999年 | fed up!        | テレビ朝日系『リングの魂』オープニングテーマ                  |
| 1999年 | JUMP & DRIVE   | 日本テレビ系水曜ドラマ『隣人は秘かに笑う』エンディングテーマ  |
| 1999年 | JUMP & DRIVE   | テレビ東京系『JAPAN COUNTDOWN』1999年10月度オープニングテーマ |
| 2000年 | 狂おしく咲く花 | TBS系『COUNT DOWN TV』2000年4月度オープニングテーマ           |

## メディア出演

### ラジオ
- ARTIST PARADISE（1999年4月 - 2000年3月、bayfm）